# Кузгун (печера)
Кузгун (тур. Kuzgun) — печера у долині Кеміклі в гірській системі Аладаглар, Західний Тавр, Туреччина.
При глибині 1400 м є другою за глибиною печерою Туреччини, після ЕГМА. Не досліджена до кінця. Припускається, що вона значно глибша. Вхід розташований на висоті 2840 м н.р.м. Включає декілька відгалужень і складну систему з декількох залів. До глибини -180 м має досить зручний прохід. Перші дослідники досягли глибини -400 м. У липні 2004 року нова експедиція за 20 днів просунулася углиб на 1000 м, зробивши на короткий час печеру найглибшою в країні (у серпні цього ж року в ЕГМА була досягнута глибина -1429 метрів).